# Symphonie no 2 de Kalinnikov
Pour les articles homonymes, voir Symphonie no 2.

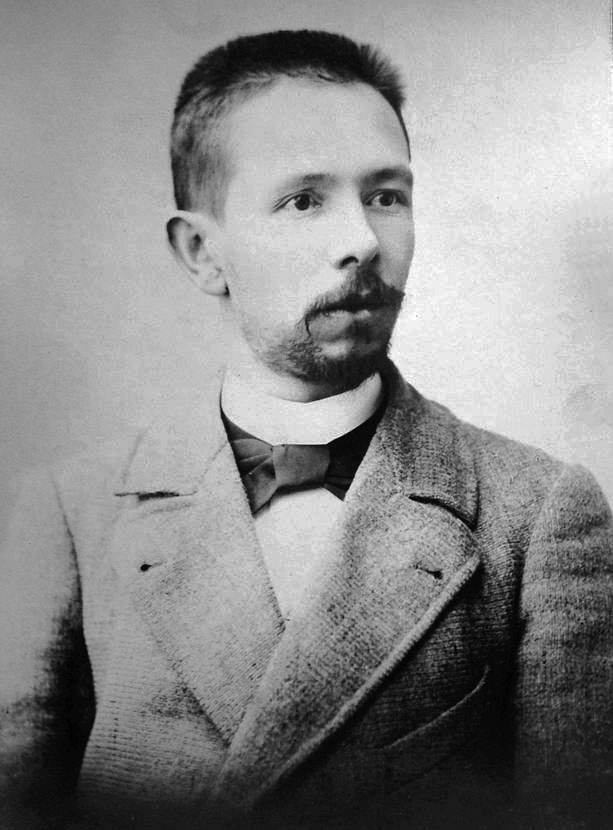
Vassili Kalinnikov - photo datée aux alentours de 1910

La Symphonie nº 2 en la majeur est une symphonie de Vassili Kalinnikov. Composée en 1897, elle est créée le 28 février 1898 à Kiev, sous la direction d'Alexandre Vinogradski.

## Mouvements
1. Moderato - Allegro non troppo
2. Andante cantabile
3. Allegro Scherzando
4. Andante cantabile - Allegro vivo

## Instrumentation
- un piccolo, deux flûtes, deux hautbois, un cor anglais, deux clarinettes en la, deux bassons, quatre cors en fa, trois trompettes, trois trombones, un tuba, deux timbales, harpe (seulement dans l'andante cantabile), cordes.

## Discographie
- Ievgueni Svetlanov, Orchestre d'État de la fédération de Russie (1968, Melodiya / Édition officielle, vol. 4 Warner 1123832 / SVET 15-20/6) (OCLC 1085243255 et 693613037)
- Ievgueni Mravinski, Orchestre philharmonique de Leningrad (1969, Russian Disc 11155) (OCLC 48205014)
- Neeme Järvi, Orchestre national d'Écosse (20-22 août 1989, Chandos CHAN 8805 / CHAN 9546) (OCLC 38224967)
- Veronika Doudarova, Orchestre symphonique de Russie (1992, Olympia OCD 511) (OCLC 28893436)
- Theodore Kuchar, Orchestre symphonique d'Ukraine (novembre 1994, Naxos 8.553417)
- Kees Bakels, Orchestre philharmonique de Malaisie (décembre 2000, SACD BIS) (OCLC 770035849)